# لي جي
لي جي (بالصينية: 李季) (بالصينية:驪姬، بالإنجليزية: Li Ji) توفيت 651 قبل الميلاد وكانت محظية وزوجة لاحقًا للنبيل زيان من جين، حاكم ولاية جين بين عامي 676 و651 قبل الميلاد خلال فترة الربيع والخريف من الصين القديمة. اشتهرت لي جي ببدء اضطرابات لي جي التي أدت إلى انتحار الأمير شينشنغ. كما وضعت ابنها شيكي على عرش جين بعد وفاة النبيل زيان. كانت تلقب باسم «ساحرة العصر» (一代妖姬) بسبب أعمالها الملتوية.

## السيرة الشخصية
كانت لي جي في الأصل من مواطني لي رونغ (驪 戎) ،  إحدى قبائل رونغ الشمالية. عام 672 قبل الميلاد، وهو العام الخامس من حكمه، حصل نبيل زيان على ابنتي زعيم قبيلة لي رونغ: لي جي وشقيقتها الصغرى شاو جي (少 姬). بسبب جمالها، اكتسبت لي جي تفضيل نبيل زيان، لذلك كانت لديه رغبة في جعل لي جي زوجته الرئيسية. قبل القيام بذلك، سأل الآلهة من خلال العرافة ما إذا كان من الحكمة القيام بذلك أم لا. الجواب الذي تلقاه هو أن النتيجة لن تكون جيدة. سأل مرة ثانية، وعندما تلقى ردا إيجابيا جعل لي جي زوجته الرئيسية، تحل محل تشيانغ جيانغ (齊 姜).

### اضطرابات لي جي
في عام 665 قبل الميلاد، وهو العام الثاني عشر من عهد نبيل زيان، ولدت لي جي الأمير شيشي. بما أن لي جي أرادت أن يكون ابنها ولي العهد، فقد رشت اثنين من أكثر المسؤولين الموثوق بهم لنبيل زيان وهما ليانغ وو (梁 五) ودونغ قوان بيوو (東 關 嬖 五). أقنع المسؤولان نبيل زيان للسماح لـشنشينغ، تشونغ، وييوو مغادرة العاصمة جيانغ (絳). أخبر المسؤولون النبيل بأن قبائل رونغ ودي في الشمال هاجمتا جين بشكل متكرر بحيث كان هناك حاجة للأمراء للدفاع عن أراضيهم. ثم أرسل النبيل شيان الأمير شينشنغ للدفاع عن كوو. أرسل النبيل زيان أيضًا تشونغير للدفاع عن مدينة بو (蒲) شمال غرب مقاطعة شي الحديثة في شانشي (Shanxi)، وييو إلى إيرتشو (二 屈) ، مقاطعة جي الحديثة في شانشي.
عام 656 قبل الميلاد، وهو العام الحادي والعشرون لحكم نبيل زيان، رسمت لي جي مخططًا ذهب بموجبه الأمير شين شنغ إلى كوو وقدم تضحيات من أجل والدته المتوفاة، تشي جيانغ. أرسل شينشنغ بعض الطعام الذي باركه الآلهة إلى نبيل زيان. كانت لي جي قد وضعت السم في الطعام سراً من أجل اتهام شنشنغ بالقتل. قبل أن يبدأ نبيل زيان في الأكل، أعطى جزءًا من الطعام لكلب للتحقق من وجود السم وعندها انهار الكلب على الفور. اكتشف السم في الطعام أرسل النبيل شيان رجالًا إلى كوو لإلقاء القبض على شينشنغ. عند سماع الخبر انتحر شينشنغ.
بعد انتحار شنشنغ، اتهمت لي جي زوراً تشونجير وييوو بالتمرد،  وهرب الأمراء إلى بو وإركو على التوالي. في عام 655 قبل الميلاد، وهو العام الثاني والعشرون من حكمه، أرسل النبيل زيان قوات إلى بو وإركو للاستيلاء على تشونغير وييوو. هرب تشونجر وبعض رعاياه المخلصين إلى قبيلة دي، حيث جاءت منها والدته. الأمير ييوو نجا أيضا.
في الشهر التاسع من عام 651 قبل الميلاد، توفي النبيل زيان. وضعت لي جي ابنها شي تشي البالغ من العمر 15 عامًا على العرش وجعلت شون شي مستشارًا لمساعدته في الشؤون الحكومية. في الشهر العاشر من عام 651 قبل الميلاد، قتل الجنرال جين لي كه (里克) شي تشي بعد حوالي شهر من صعوده. لم يتم دفن النبيل زيان بشكل صحيح في ذلك الوقت. ثم وضع شون شي زهوزي على العرش على الرغم من أنه لا يزال طفلًا صغيرًا. بعد ذلك أنهى شون شي دفن دوق شيان جين. في الشهر الحادي عشر من عام 651 قبل الميلاد، قتل لي كي زهوزي وعمته لي جي. ثم انتحر شون شي عن طريق شنق نفسه. تم سجن شاو جي الشقيقة الصغرى للي جي وأم زهوزي.
ثم دعا لي كه الأمير تشونجر الذي كان آنذاك في ولاية تشى ليعود إلى عرش جين، لكن تشونجر رفض. ثم دعا لي كه الأمير ييوو الذي كان آنذاك في ولاية ليانغ وقبل عرضه. صعد ييوو العرش وأصبح نبيل هوي لجين.

## روابط خارجية
- لي جي على موقع الاتحاد الدولي لألعاب القوى (الإنجليزية)
- لي جي على موقع أوليمبيديا (الإنجليزية)